# Chambéry Le Bourget Canoë-Kayak

## Présentation
Chambéry/Le Bourget Canoë-Kayak (ou CLBCK) est un club de canoë-kayak proposant aussi de la location de Canoë et Stand Up Paddle, présent en France dans le département de la Savoie au Bourget-du-Lac. Fondé en 1959, le club était à l'origine une section de la MJC de Chambéry. L’atelier de construction (et réparation…) voisinait avec la Leysse dans le centre-ville de Chambéry, où se déroulaient alors des slaloms internationaux.
Depuis 1999, le club s'est constitué en association sportive loi 1901 et a déménagé au Bourget du Lac dans les locaux des anciens bains municipaux.
Il se situe à l'embouchure de la Leysse sur la rive ouest du Lac du Bourget, le plus grand lac naturel de France. Le club dispose également d'un parc à bateaux, d'un atelier de réparation et d'une rampe d'accès à l'eau adaptée aux fauteuils roulants. Les sorties et compétitions continuent en rivière mais le club dispose aussi de créneaux piscine pour apprendre l'eskimautage ou pratiquer le kayak polo en hiver) et d’un terrain pour l’entraînement en kayak polo. Les entraînements de slalom ont lieu au bassin de Yenne, construit sur le Rhône à 15 minutes du Bourget.
Le CLBCK est ouvert au novice comme aux pagayeurs les plus confirmés qui pour certains ont la chance de représenter la France lors de grande compétitions.
Le club est organisé en sections : compétition (slalom, descente, course en ligne, pirogue), kayak-polo, rivière et loisirs.
Le club ouvre ses portes également aux :
- Classes sportives
- Entreprises
- Universitaires
- Scolaires

Il organise aussi chaque année le slalom de la Leysse, manche de la coupe des jeunes de la ligue Rhône-Alpes, le 8 mai ainsi que la Translac, compétition de course en ligne organisée sur le lac du Bourget et proposant 3 parcours : 12, 24 et 35 kilomètres. La Translac a lieu traditionnellement le dernier dimanche de septembre. Le départ s'effectue sur la plage municipale du Bourget-du-Lac.

## Résultats
Le club participe tout au long de l'année à de nombreuses compétitions locales, régionales mais également nationales. Il totalise 21 médailles aux championnats du monde et plus d'une centaine aux championnats de France principalement en slalom et descente.
Les derniers résultats sont une médaille d'or aux championnats de France de slalom 2011 à Metz en catégorie canoë biplace par équipe de clubs.